# Tricholaser ovatilobum
Tricholaser ovatilobum är en flockblommig växtart som först beskrevs av Stephen Troyte Dunn och Williams, och fick sitt nu gällande namn av Alava. Tricholaser ovatilobum ingår i släktet Tricholaser och familjen flockblommiga växter. Inga underarter finns listade i Catalogue of Life.